# Escola Secundária Jácome Ratton
Escola Secundária Jácome Ratton é uma escola pública portuguesa situada em Tomar. O seu nome deve-se ao industrial francês Jácome Ratton fundador da Real Fábrica de Fiação de Thomar em Tomar.
Fundada em 16 de Maio de 1884 na altura Escola de Desenho Industrial de Jácome Ratton em homenagem a esse industrial, a escola iniciou a sua laboração com 38 alunos, 36 deles em regime nocturno sendo 3 anos depois mudada para o Palácio dos Valles na Rua Larga actual Rua Marquês de Pombal. Em 1915 viria a sofrer novas alterações, incluindo o nome, para Escola de Carpintaria e Serralharia de Carruagens Jácome Ratton sendo depois dividida em duas áreas com a criação do Curso Elementar de Comércio continuando as oficinas no Palácio dos Valles e instalando as aulas técnicas no Palácio Alvim sito na Rua Dr. Sousa. A partir de 1925 a escola passa a funcionar em novos edifícios e terrenos próprios cedidos pela Casa Manuel Mendes Godinho na Rua da Graça actual Avenida Dr. Cândido Madureira, com o nome de Escola Industrial e Comercial de Jácome Ratton.
A última grande mudança ocorreu a 27 de Abril de 1958, altura da inauguração do actual edifício, na Avenida D. Maria II sendo renomeada Escola Industrial e Comercial de Tomar até 1980 altura em que assumiu a designação actual, Escola Secundária Jácome Ratton.
Atualmente a Escola Secundária Jácome Ratton foi remodelada, e equipada com os melhores equipamentos eletrónicos educativos.